# Atretochoana eiselti
Atretochoana eiselti és una espècie d'amfibis gimnofions de la família Caeciliidae. És monotípica del gènere Atretochoana. És endèmica del Brasil. Es tracta d'una espècie notable per ser l'única cecília sense pulmons.